# Conquesta d'Almeria (1147)
Alfons VII, l'Emperador, realitzava feia alguns anys una vigorosa campanya a Andalusia. El 7 de maig del 1146 s'apoderà de Còrdova, que perdé pocs dies després, i en el mes de gener del 1147 s'apoderà de Calatrava. Aleshores es decidí una ampla acció de diversos Estats cristians per la conquesta d'Almeria, que «era molt rica ciutat», el port de la qual s'havia convertit en base d'operacions i refugi dels pirates sarraïns. Les circumstàncies eren propícies per a l'acció dels cristians, ja que els morabits, combatuts per les revoltes dels mateixos musulmans, a la península estaven en plena decadència, i els almohades encara no havien aconseguit consolidar-s'hi.

## Preparatius
Els castellans sortiren de terra cristiana cap a Almeria en el mes de maig de 1147. Amb ells anava el comte d'Urgell, Ermengol VI. Pel camí s'apoderaren d'alguns castells.
A finals del juliol de l'any 1147 es van aplegar a les aigües de Barcelona les naus de Gènova, Pisa i Provença abans de partir cap a Almeria juntament amb l'estol català. L'estol sortit de Gènova, per a cooperar a l'atac d'Almeria, era compost de 60 galeres i 163 naus menors, sent menor la flota de Pisa i la que va portar Guillem VI de Montpeiller. La flota aplegada davant d'aquell port sumava un miler de vaixells entre grans i petits. L'estol català era comanat per Galceran de Pinós, qui és cantat per alguns poemes castellans relatius a la dita conquista. La part que els catalans tingueren en aquesta operació, fou sens dubte important. A més dels vaixells de l'estol, duien tropes de desembarcament. Segons les xifres de Bernat Boades, anaren a Almeria 20.000 catalans de totes les armes, i entre catalans i aragonesos, sumaven més de 26.000 homes. Per a fer possible la col·laboració entre el rei de Navarra i el comte de Barcelona, que estaven en lluita, foren pactades treves.
El rei de Castella, per a conquerir una ciutat marítima, necessitava el concurs de la marina de guerra; i no tenint-ne ell, hagué de cercar l'ajut dels estols catalans i genovesos.
Fou assenyalat el primer d'agost com a data en què els aliats havien d'acudir. Un document atorgat per Ramon Berenguer IV en anar cap a Almeria, porta la data del 6 d'agost del 1147, i en el dit document consta que estaven presents l'arquebisbe de Tarragona Bernat, i els bisbes Guillem de Barcelona, Berenguer de Girona i Pere d'Ausona.

### Tractats de Ramon Berenguer IV
A la vista dels armaments reunits, Ramon Berenguer IV possiblement recordà les gestes del seu pare Ramon Berenguer III a Mallorca, i volent acabar l'obra començada pel seu pare, va pactar dos tractats. Aquests tractats projectaven, una vegada s'hagués conquistat Almeria, accions contra els sarraïns de Tortosa i Mallorca.

#### Tractat amb Guillem de Montcada
El 3 d'agost de 1147, el comte li donà a Guillem Ramon de Montcada la tinença, quan es conquistés, de la ciutat de Tortosa i la seva Suda amb la tercera part de les rendes, la del castell i districte de Peníscola, la de la ciutat i terme de Mallorca amb la tercera part dels productes, i la de Menorca i Eivissa. A canvi, Guillem Ramon es disposà a acompanyar el comte a Almeria amb la més nombrosa gent que pogués. El document va ser signat per Ramon Berenguer IV, Pere Bertran de Bell-lloc, Bernat de Bell-lloc, Guillem de Castellvell, Otó, Ramon de Pujalt i l'escrivà Pons.

#### Tractat amb els genovesos
La vinguda d'un poderós estol genovès a les mars de la Península Ibèrica, amb motiu de l'empresa d'Almeria, donà ocasió a Ramon Berenguer IV per a projectar amb aquest concurs noves accions contra els sarraïns de Tortosa i Mallorca.
En el tractat amb els genovesos s'estipulà que, de tornada d'Almeria i abans de retornar a Gènova, ells i el comte anirien a prendre Tortosa i després les Balears: Mallorca, Menorca, Eivissa i Formentera. D'allò que junts conquistessin, dues parts havien de ser pel comte i l'altre per als genovesos. També, que els genovesos no pagarien peatges en tots els estats del comte, igual que els vassalls del comte tampoc ho farien en els territoris i ports de la república genovesa; que mentre estiguessin junts els dos exèrcits, cap de les parts podria firmar convenis per atacar alguna ciutat, sense el consentiment de l'altra part; i per acabar, que de les conquestes fetes en la península, els genovesos reconeixerien el domini del comte i els seus succesors.
Pel que ateny a les Balears, el projecte no es va dur a terme. Els genovesos només intervingueren en la conquesta de Tortosa.
Existeix la hipòtesi que una carta sense data enviada pels pisans al comte de Barcelona correspon a aquesta època, a conseqüència dels tractats del comte amb els genovesos, que no eren grats dels pisans. En aquesta carta, li recordaren al comte l'amistat i les gestes que els havia unit amb el seu pare, Ramon Berenguer III, i les moltes vegades que li havien escrit sobre conservar-la. Finalment, li advertiren que si els genovesos li demanessin auxili per conquistar València, Mallorca o Eivissa, els negués l'ajuda; que ells ja els ho havien prohibit de paraula i per escrit, manifestant-los que no podrien realitzar aquestes gestes sense que hi hagués guerra entre les dues repúbliques.

## Setge i conquesta
En el mes d'agost s'aplegaran davant Almeria les hosts i els estols aliats i ràpidament es va assetjar la ciutat. Començaren a batre les muralles amb enginys i màquines i a molestar als musulmans amb atacs i assalts. Tot i la vehemència amb la qual es va atacar la ciutat, tant per mar com per terra, els musulmans van resistir admirablement.
El setge va durar prop de dos mesos, destacant molts cavallers catalans i provençals. En un poema llatí es fa especial menció al comte de Barcelona, Ermengol d'Urgell i Guillem de Montpeller.
Van tenir lloc terribles i sanguinaris combats. En les sortides, els moros van perdre la flor de la seva cavalleria, segons confessen els seus historiadors.
Segons els historiadors àrabs, els musulmans assetjats a Almeria, mancats de queviures, delmats pels combats, no esperant socors de ningú, es van voler entregar per avinença i es van rendir a Alfons VII. Però, segons els cronistes catalans i també els Annals de Gènova, la rendició es va dur a terme d'una manera diferent. Expliquen els autos que els musulmans realment es van determinar a rendir-se i per tractar la rendició van ser enviats dins la ciutat el rei de Navarra i el comte de Oregio. Els musulmans els van proposar que l'emperador de Castella i el rei de Navarra tornessin cap a les seves terres amb tota la seva gent, deixant sols als genovesos i catalans, i que per aquest fet els pagarien un tribut de 100.000 morabatins cada any.
El comte de Barcelona i els genovesos, no consentint aquest tracte, es van disposar a fer un últim assalt. Van ordenar a l'exèrcit, dividit en dotze parts de mil homes, i es va arribar als murs mentre els reis de Castella i Navarra vigilaven la rereguarda. Sota aquesta ordre, a l'alba del 17 d'octubre de 1147, van realitzar l'assalt final i la ciutat va quedar tota rendida, al cap de dos mesos de setge. Alguns dies després de la presa de la ciutat, caigué el castell, últim refugi dels assetjats. Rendida la ciutat, es va matar a ganivetades la majoria dels ciutadans.
El botí fou riquíssim. Almeria era, en aquell temps, el gran centre de comerç de l'Espanya sarraïna. Boades diu que hi foren rescatats deu mil captius cristians.
A finals del mes de desembre, Alfons VII ja era de tornada a Toledo.

## Pèrdua d'Almeria
Els cristians no conservaren gaires anys la ciutat conquistada. Els almohades, que ja eren senyors de bona part de l'Espanya musulmana des de poc abans de l'esmentada conquesta d'Almeria pels aliats, assetjaren i reconquistaren la ciutat al cap de deu anys. Abdelmumem, governador de Granada — de la qual els almohades s'havien apoderat anys abans —, ordenà al seu fill, el príncep Abusaïd Otman, governador d'Algesires i Màlaga, que anés a posar setge a Almeria. Atacada la ciutat per mar i terra, els aliats cristians es retiraren al castell, i aleshores Abusaïd acampà el seu exèrcit en la muntanya que domina la ciutat. Entre la muntanya i el mar construí un mur, i així la ciutat i la fortalesa quedaren voltades. Els cristians, veient-se en situació compromesa, demanaren auxili a Alfons VII, qui va acudir-hi amb una host de 12.000 homes, més 6.000 que en portava el seu fidel aliat sarraí Abenmerdanix el rei Llop, rei de València. Tot i la importància d'aquest exèrcit, els cristians no pogueren aconseguir que el setge fos alçat, i l'emperador Alfons i el rei Llop hagueren de retirar-se. Pel camí de tornada, abans d'arribar a Toledo, Alfons morí el 21 d'agost de 1157. Havent perdut ja l'esperança en l'auxili exterior, els assetjats capitularen.